# Vimeu

Kaart van de Vimeu en de belangrijkste plaatsen

De Vimeu is een landstreek in het noordwesten van Frankrijk. De streek ligt in het westen van Picardië, tussen de rivieren Bresle in het zuiden en Somme in het noorden.

## Geografie

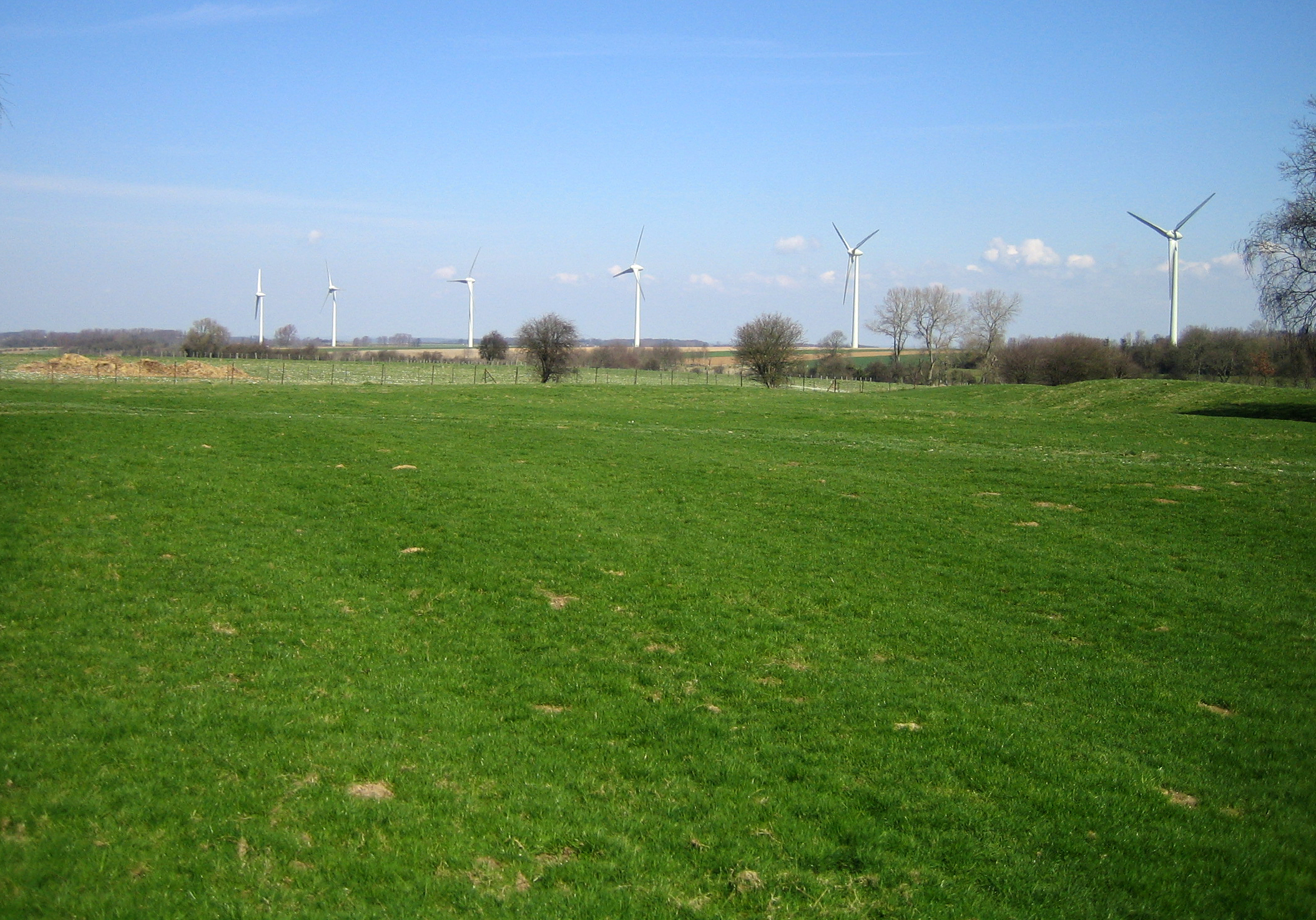
Windmolens op het plateau van de Vimeu, nabij Fressenneville

De streek ligt tegenwoordige grotendeels in het departement Somme, met een klein stukje van het departement Seine-Maritime op de rechteroever van de Bresle.
Ten noorden van de Vimeu bevindt zich de streek van de Ponthieu en ten westen de Amiénois. Ten zuiden, aan de overkant van de Bresle, ligt Normandië. In het westen grenst het gebied aan Het Kanaal.
Het gebied is een plateau van krijtgesteente dat tussen 100 en 170 meter hoog ligt, en afhelt naar het noordwesten.
Saint-Valery-sur-Somme werd gezien als de hoofdstad van de Vimeu.

## Toponiem

Wapenschild

De naam Vimeu is afkomstig van het Gallische Viminavus. Het achtervoegsel -avo (gelatiniseerd als -avus) werd vaak -eu(x) in Picardië. Het achtervoegsel leidde soms plaatsnamen af van riviernamen. Vimeu zou zijn afgeleid van Vismes, tegenwoordig het riviertje Vimeuse.
De naam wordt nog verwezen in de namen van verschillende gemeenten en plaatsen in de streek: Acheux-en-Vimeu, Feuquières-en-Vimeu, Forceville-en-Vimeu, Lignières-en-Vimeu, Méricourt-en-Vimeu, Sorel-en-Vimeu en  Tours-en-Vimeu.